# ولسوالی باک
باک یکی از ولسوالی‌های ولایت خوست در جنوب خاوری افغانستان با جمعیت نزدیک به ۲۷٬۶۷۵ نفر است.  از جنوب با ولسوالی تیریزائی، از غرب با ولسوالی صبری، از شمال با ولسوالی جاجی‌میدان و از شرق با ایالت خیبر پختونخوا در پاکستان همسایه است. بر اساس گزارش اداره ملی آمار و اطلاعات افغانستان (NSIA)، جمعیت تخمینی این ولسوالی در سال ۲۰۲۰، ۲۴۹۷۷ نفر بوده است. مرکز ولسوالی روستای باک است که در قسمت جنوبی نزدیک به مرز با ولسوالی تیریزائی واقع شده است.

## منبع‌ها
1. ↑  «برآورد نفوس کشور ۱۳۹۹» (PDF). بایگانی‌شده از اصلی (PDF) در ۳ ژوئیه ۲۰۲۰. دریافت‌شده در ۲۷ ژوئیه ۲۰۲۴.

- مشارکت‌کنندگان ویکی‌پدیا. «Khost Province». در دانشنامهٔ ویکی‌پدیای انگلیسی، بازبینی‌شده در ۴ اسفند ۱۳۹۰ خورشیدی.